# Calcídids
Els calcídids (Chalcididae) són una família d'himenòpters apòcrits de la superfamília Chalcidoidea, de mida moderada composta fonamentalment de parasitoides i d'uns poc hiperparasitoides (els que parasiten a altres paràsits). Són predominantment de regions tropicals.
La família sembla polifilètica, és a dir que no tenen un avantpassat comú. No obstant això és possible que cadascuna de les subfamílies sigui monofilètica i tal vegada calgui elevar algunes al rang de famílies en el futur proper.

## Característiques
Són vespes robustes generalment negres amb marques grogues, vermelles o blanques; rarament són de brillants colors metàl·lics amb la superfície fortament llaurada. Solen mesurar entre 2 i 7 mm. Cos robust, cap petit amb ulls i ocel presents, antena curta. Són alguna cosa geperuts a causa del desenvolupament del tòrax; el primer i el segon parell de potes petites, i el tercer pas amb fèmurs molt dilatats i dentats, tíbia prima i corba. Ales de venació molt simple. Abdomen amb ovipositor curt, sense curvatura cap amunt.

## Història natural
Els hostes o preses més freqüents dels calcídids són Lepidoptera (papallones i arnes) i Diptera (mosques, mosquits, etc.) però algunes espècies ataquen membres d'Hymenoptera (abelles, vespes o formigues) i Coleoptera (escarabats).

## Taxonomia
La família Chalcididae inclou 90 gèneres i 1.469 espècies, repartides en cinc subfamílies:
- Subfamília Chalcidinae
- Subfamília Dirhininae
- Subfamília Epitraninae
- Subfamília Haltichellinae
- Subfamília Smicromorphinae